# (392741) 2012 SQ31
(392741) 2012 SQ31 (désignations provisoires : 2004 PR107, 2009 YS20 et 2012 SQ31 (désignation principale)) est un astéroïde de la ceinture principale de magnitude absolue 17,8 découvert le 11 août 2004.

## Découverte, pertes, redécouvertes et noms associés
L'astéroïde, de magnitude absolue 17,8, fut identifié pour la première fois le 11 août 2004 et alors nommé 2004 PR107. Son arc d'observation d'une seule journée laissait alors croire qu'il s'agissait d'un objet transneptunien. L'objet fut alors même classé dans la liste des planètes naines potentielles du site de Michael E. Brown avec un diamètre estimé à 555 kilomètres de diamètre. Il a été ensuite perdu.
L'astéroïde fut redécouvert une première fois en 2009 et alors appelé 2009 YS20 avant qu'on ne se rende compte qu'il s'agissait du même objet que 2004 PR107. Il fut ensuite à nouveau perdu.
Il fut redécouvert une nouvelle fois en 2012 et reçut alors la désignation 2012 SQ31 avait d'être identifié comme étant l'objet 2004 PR107 déjà observé en 2004 et 2009. Les observations ont alors montré que c'était un astéroïde de la ceinture principale de moins d'un kilomètre de diamètre.

## Compléments